# Adolf Machnicki
Adolf Machnicki (ur. 4 czerwca 1843 lub 1844 w Chlewiskach, zm. 28 sierpnia 1913 w Starej Błotnicy) – polski duchowny rzymskokatolicki, prałat, proboszcz parafii Zakrzew i Stara Błotnica, budowniczy kościoła w Starej Błotnicy.
Urodził się w 4 czerwca 1843 r. w Chlewiskach. W Radomiu ukończył szkołę realną, a w Sandomierzu seminarium duchowne. 15 października 1866 r. przyjął święcenia kapłańskie. Pracował w kurii diecezji sandomierskiej, a następnie jako wikariusz w Kunowie. W latach 1868–1873 był wikariuszem w parafii Stromiec. Następnie przez 16 lat był proboszczem parafii Zakrzew. 28 lutego 1888 r. został mianowany proboszczem parafii pw. Narodzenia Najświętszej Maryi Panny w Starej Błotnicy. Na okres jego probostwa przypada trzecia faza budowy błotnickiego kościoła, polegająca na ukończeniu bryły świątyni oraz wystroju i wyposażeniu wnętrza. W pierwszych latach po objęciu funkcji proboszcza wyposażył świątynie w aparaty kościelne, przelał dzwon, umieścił figury św. Piotra i św. Pawła w niszach fasady kościoła. Założył również ogród plebański. Prace przy budowie kościoła były prowadzone na tyle sprawnie, że ks. Machnicki został nagrodzony przez bpa Antoniego Sotkiewicza, który dokonywał w 1892 r. wizytacji parafii, godnością kanonika. W 1894 r. postawił drugą wieżę kościoła. Jego staraniem świątynia wzbogaciła się również o trzy nowe ołtarze boczne, a w 1898 r. o nowe organy. Wzniósł zabudowania gospodarcze, powiększył cmentarz grzebalny, a w 1901 r. wybudował nową murowaną plebanię. W latach 1909–1910 przyozdobił wnętrze kościoła polichromiami wykonanymi przez malarza Kazimierza Alchimowicza.
Na początku XX w., wspólnie z ks. Stanisławem Paszkiewiczem (wikariuszem błotnickim w latach 1901–1914), zainicjował w parafii odnowienie starych i zbudowanie nowych przydrożnych krzyży i kapliczek.
W 1903 r. został obdarzony godnością prałata scholastyka kolegiaty w Opatowie.
Pochowany na cmentarzu parafialnym w Starej Błotnicy.